# Armes chimiques pendant la guerre d’Algérie
Les armes chimiques sont utilisées, pendant la guerre d’Algérie, par les Forces armées françaises et ce en dépit du protocole de Genève pourtant signé par la France. Il s'agit en particulier du gaz CN2D, contenant de la diphénylaminechlorarsine pour « neutraliser » les grottes et du napalm sur les forêts et villages. Les difficultés d'accès aux archives militaires françaises rendent difficile le travail d’identification des sites concernés et la détermination du nombre des victimes civiles et militaires algériennes.

## Historique
Pendant la guerre d'Algérie, de 1956 à 1961, l’armée française a utilisé de façon importante des armes chimiques contre des combattants algériens et ce contrairement au protocole de Genève, signé par la France en 1925. Selon l'historien Christophe Lafaye, au moins « 450 opérations militaires avec armes chimiques » ont été conduites en Algérie, notamment en Kabylie et dans les Aurès, à cette période. Toutefois le nombre total d'opérations avec des armes chimiques reste inconnu. Christophe Lafaye les estime entre 5 000 et 10 000.

### Accès aux données

#### Archives
Alors qu'il existe de nombreuses informations sur les exactions de l'armée française pendant la guerre d’Algérie avec les tortures, les viols ou les déplacements des populations, il existe peu de documents sur l'utilisation d'armes chimiques.
Par ailleurs, toutes les armes chimiques utilisées pendant la guerre d’Algérie ne font l'objet d'aucun reportage : « les masques, les combinaisons, les munitions et les opérations chimiques n’ont pas été filmés ». La censure militaire a retiré aux appelés du contingent, de retour en France, les documents évoquant ces armes, mais quelques éléments lui ont échappé.
L'historien Christophe Lafaye rapporte que le service historique des archives de la défense ont été accessibles entre 2012 et 2019. Mais après leur fermeture et le recours d'historiens, le Conseil d’État demande un accès libre en juin 2021. Cependant, toujours selon Christophe Lafaye, le ministère des Armées a créé des « archives sans délai de communication » empêchant de nouveau la consultation de celles-ci. Aussi en 2022, des historiens et des journalistes demandent que les archives militaires soient ouvertes sur le sujet,.

#### Médias
Paradoxalement, en 1961, Le Bled, un journal de la presse militaire coloniale française, met en avant le travail des hommes-grotte du génie :

« Aujourd’hui, une section armes spéciales […] se livre aux joies de la spéléologie. Lorsque des fellaghas ont cherché refuge à l’intérieur d’une grotte, il faut les en déloger et c’est à cette équipe spécialisée que l’on fait appel. […] Mais pour éviter qu’elles servent encore de refuges à des rebelles, elles sont souvent détruites, et un gaz, l’arsine, en rend l’air irrespirable. La section grottes revêt un caractère opérationnel : à son bilan, quarante rebelles mis hors de combat. »

### Organisation militaire

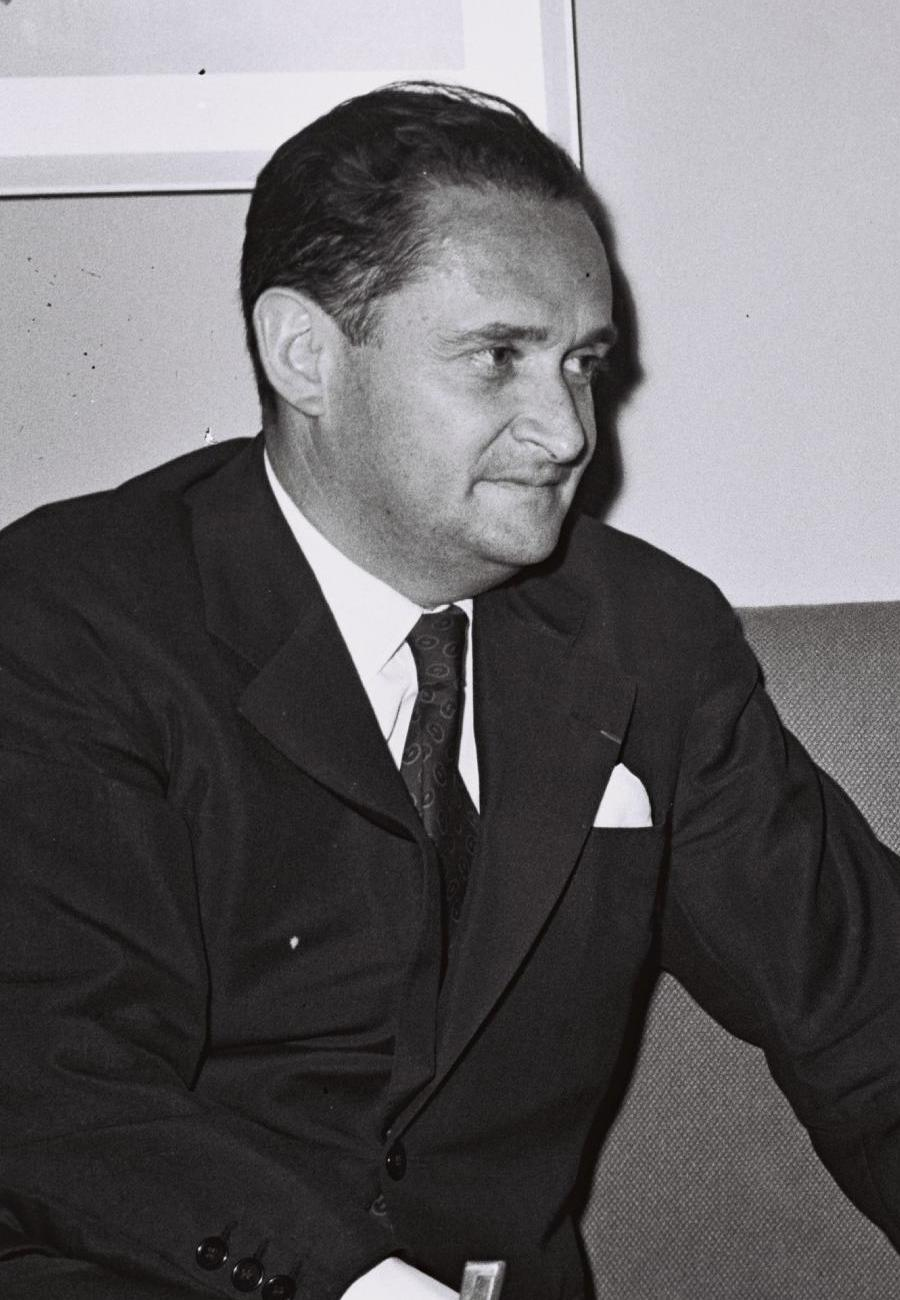
Maurice Bourgès-Maunoury en 1958.

Dans un premier temps, à la demande de l’état-major de la 10e région militaire (Alger), le général Charles Ailleret, commandant des armes spéciales de l’Armée de terre, effectue une étude pour déterminer si les armes chimiques permettraient de neutraliser les grottes et caches souterraines utilisées par les combattants algériens,. La mise en œuvre est validée par le ministère des Armées de la IVe République avec Maurice Bourgès-Maunoury qui signe l’autorisation d'utiliser des armes chimiques en Algérie et le haut commandement militaire avec les généraux Henri Lorillot et Raoul Salan. De plus, l'utilisation des armes chimiques est « rationalisée et intégrée » au plan Challe mis en œuvre entre 1959 et 1961,.
Une unité est créée à partir de 1956 avec la batterie des armes spéciales (BAS) au sein du 411e régiment d'artillerie. Les « sections des grottes » et les unités de la BAS participent à la formation des autres sections. Elles sont composées des appelés du contingent. Entre 1957 et 1959, au moins 119 « sections armes spéciales » sont déployées sur le territoire algérien. À partir de 1959, Charles de Gaulle généralise ces « sections des grottes » et les unités de la BAS forment de nombreuses sections à travers l’Algérie,.
Avant d'utiliser les armes chimiques dans les grottes, les militaires français doivent en principe effectuer une reconnaissance de celles-ci pour négocier une reddition et engager les armes chimiques uniquement en cas d'échec. Mais dans la pratique, pour éviter les risques létaux, les sections armes spéciales utilisaient immédiatement les munitions chimiques. C'est ainsi que les victimes concernent des combattants algériens mais aussi des civils. L'historien Christophe Lafaye avance qu'il s'agit d'un crime de guerre.

### Produits chimiques documentés

#### CN2D
Au regard de l'inefficacité du gaz lacrymogène habituel pour neutraliser les grottes, un des gaz utilisé est le CN2D, contenant de la diphénylaminechlorarsine (DM). Le CN2D n'est pas mortel en règle générale mais peut le devenir dans un lieu fermé. Selon Christophe Lafaye, des archives laissent envisageable l'utilisation d’autres gaz toxiques, mais en 2025 en l'état des recherches, il est impossible de le confirmer,.

#### Napalm
L'utilisation du napalm est documentée dès 1956.
En 1991, dans le documentaire Les Années algériennes co-réalisé par Benjamin Stora, il est évoqué l'utilisation du napalm à travers le témoignage de deux pilotes français : « Nous lâchions des bidons spéciaux, c'est-à-dire du napalm »,. Benjamin Stora précise, en 2025, « qu’en Algérie, les Français ont été les premiers à faire des bombes au napalm un usage régulier, y compris contre des villages ».
L'historienne Raphaëlle Branche rapporte, en 2022, les témoignages qui attestent de l'utilisation du napalm par l'Armée française. Celle-ci dit alors viser « des structures diverses, des rassemblements de troupes, des grottes, des villages qui auraient dû être vides et parfois des convois terrestres ».

## Enjeux environnementaux

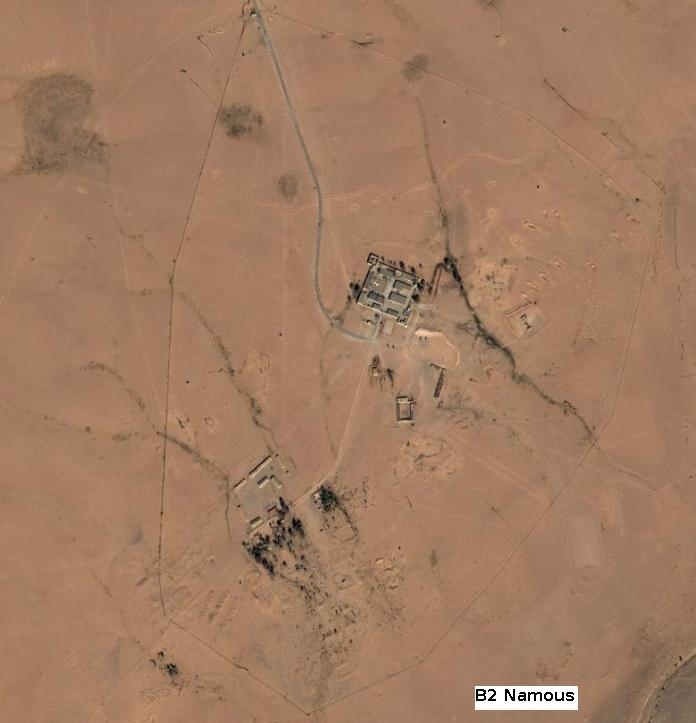
B2-Namous en 2010.

L'utilisation des armes chimiques a des conséquences écologiques et sanitaires potentiellement graves.

### Site d'essai d’armes chimiques
À partir des années 1950, l’armée française effectue des tirs d’essais d’armes chimiques et bactériologiques à l'Oued Namous. Avec l'accord d'Houari Boumédiène, l’armée française a conservé ce site d’essais d’armes chimiques au moins jusqu'en 1978,. En 2021, Tayeb Zitouni, ministre des Moudjahidine, critique le refus des autorités françaises de fournir à l'Algérie les cartes topographiques qui donnent les sites « des déchets polluants, radioactifs ou chimiques non-découverts à ce jour ».
En octobre 2024, le président algérien Abdelmadjid Tebboune interpelle la France : « Venez nettoyer Oued Namous, où vous aviez développé vos armes chimiques ».

### Grottes et périphérie
Plusieurs zones souterraines sont contaminées de manière permanente, en effet le gaz CN2D reste fixé aux parois des grottes ce qui met en danger les futurs visiteurs,.